# Parque Europa (metropolitana di Madrid)
Parque Europa è una stazione della linea 12 della metropolitana di Madrid. Si trova sotto alla Calle Francia, nel comune di Fuenlabrada.

## Storia
La stazione è stata inaugurata l'11 aprile 2003, nell'ambito del progetto di ampliamento che comprende Metrosur.

## Interscambi
- 2, 3, 4
- 492, 493
- 5